# Foire de Chaindon

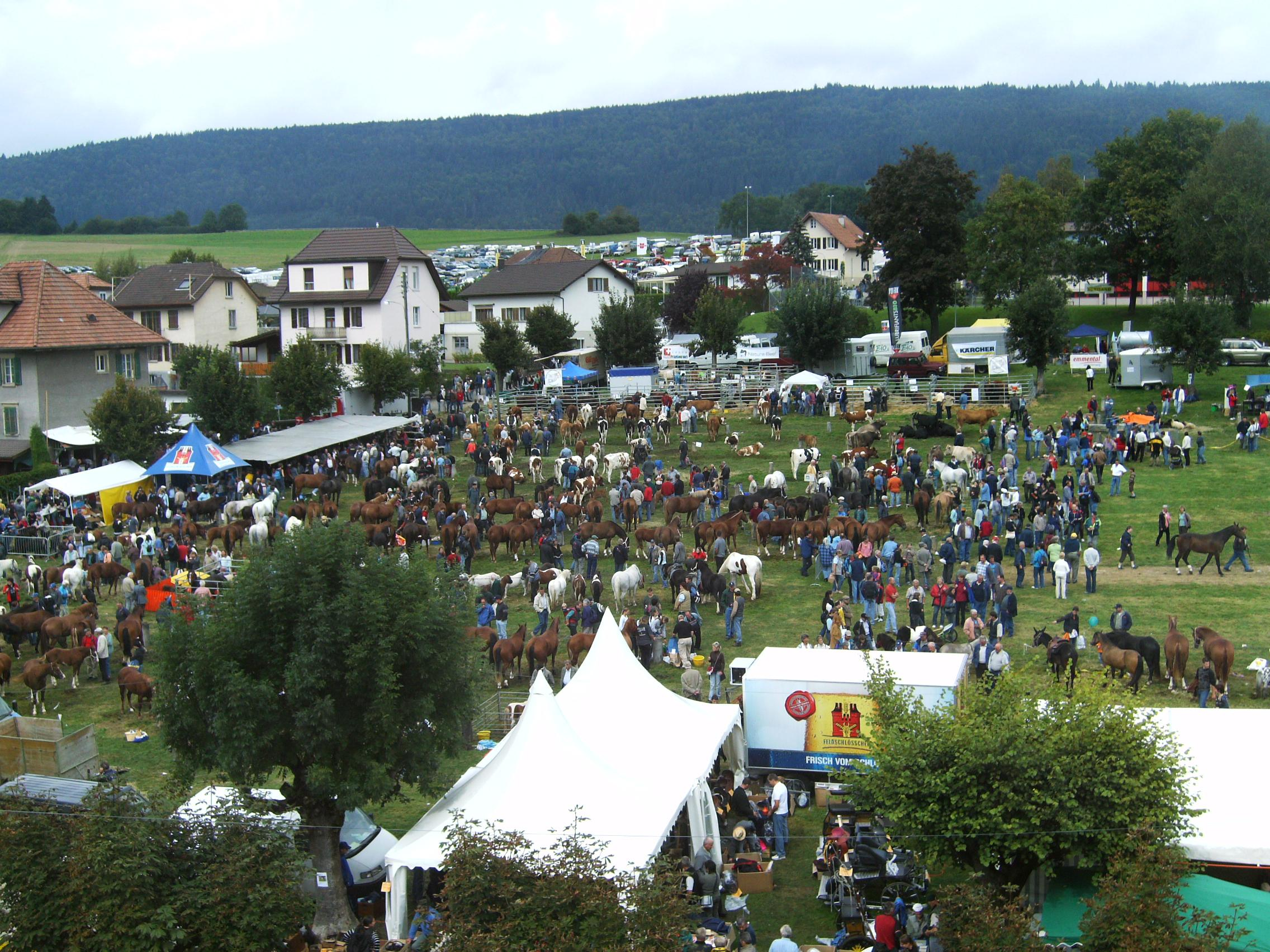
Champ de foire

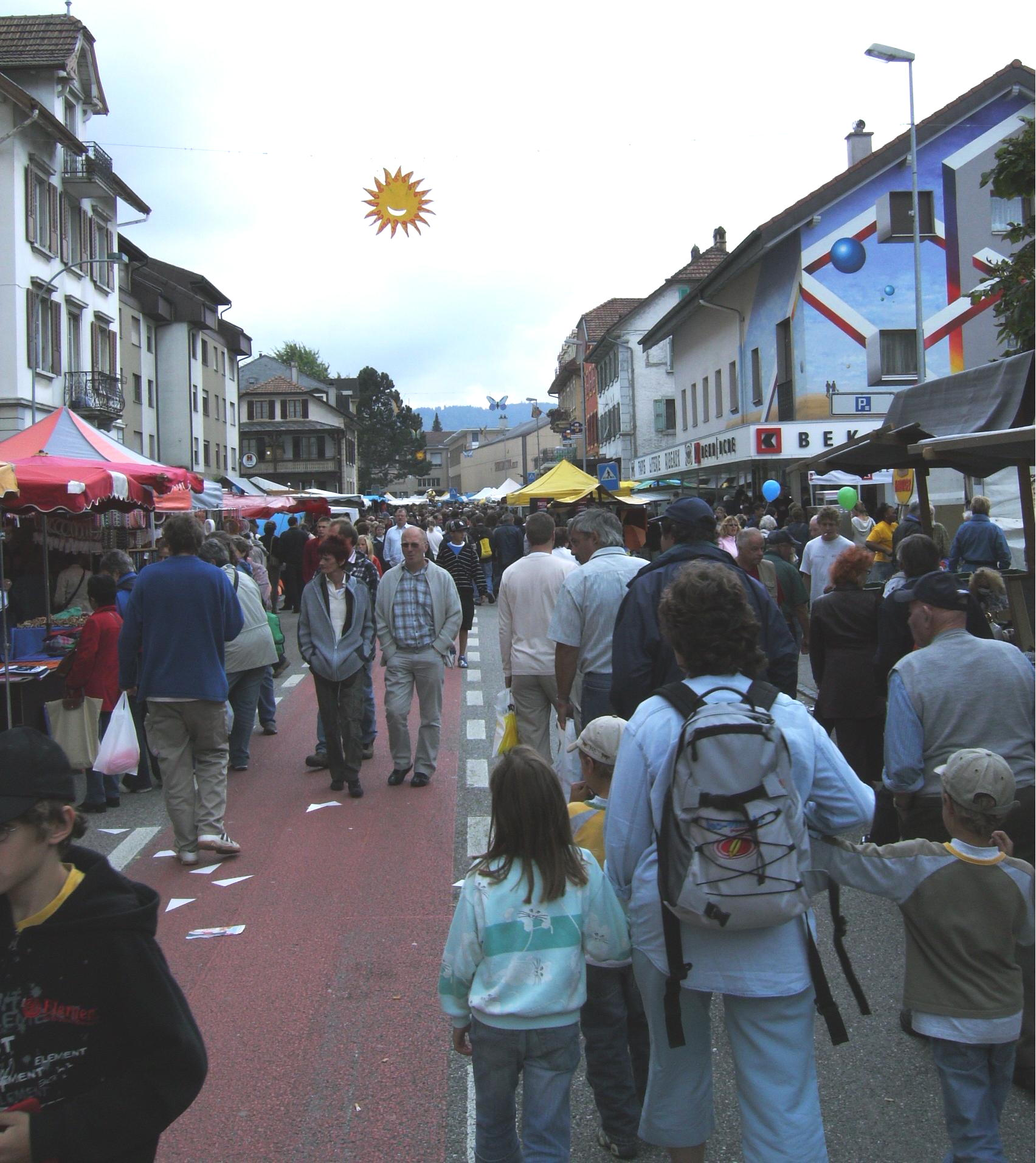
La rue principale est bondée pendant la manifestation

La foire de Chaindon est la principale manifestation annuelle du village de Reconvilier en Suisse. Elle attire chaque premier lundi du mois de septembre près de 50 000 visiteurs pour une population villageoise en temps normal d'environ 2 500. Elle est une des plus grandes manifestations du Jura bernois et fait partie de la liste des traditions vivantes de Suisse. C'est également la plus grande foire agricole d'Europe.

## Historique
Le nom provient de l'ancien village de Chaindon qui fusionna avec Reconvilier pour ne former qu'une seule entité administrative au cours du XVIIe siècle. De cette fusion, il ne subsiste que le hameau de Chaindon, dont la majorité des bâtiments sont d'anciennes fermes datant des XVIIe et XVIIIe siècles. 
La foire de Chaindon fut longtemps le plus grand marché aux chevaux de toute l'Europe. On la fait remonter au Moyen Âge, mais le seul document qui en atteste l’ancienneté est un procès-verbal de la commune de Delémont qui la signale en 1632. 
Elle a traversé les siècles en prenant de l'ampleur avec l’affirmation des qualités de la race chevaline des Franches-Montagnes. Jusqu'au milieu du XXe siècle, les marchands venaient de Hollande, de France, d'Alsace et de toutes les parties de la Suisse pour un marché de 3 000 chevaux. En 1974, à la foire de Chaindon l'on dénombrait quelque 200 chevaux et 300 à 400 vaches ainsi que de nombreux tracteurs et machines agricoles.
La mécanisation de l'agriculture a réduit la taille du marché aux chevaux à une centaine de pièces au début du XXIe siècle. Le cheval des Franches-Montagnes, volontaire et prêt à l’effort, s’est trouvé une nouvelle clientèle pour des activités ludiques : sport et loisirs. À l'inverse du marché chevalin, la foire de machines agricoles prend de plus en plus d'ampleur.
Depuis 2004, un cortège folklorique est organisé.
En juin 2018, l'événement est intégré à la liste des traditions vivantes de Suisse.

## Quelques chiffres
En 2006 :
- 50 000 visiteurs
- 550 stands (marchands et forains)
- 120 personnes actives sur le terrains
- 400 chevaux et bovins